# AMV (파일 포맷)
AMV는 S1 MP3 플레이어와 같은 MP4 플레이어에서 재생하기 위해 만들어진 사유 멀티미디어 컨테이너 포맷이다. 두 가지의 다른 MTV 포맷이 존재하는데 하나는 액션 칩셋에서 구동하기 위해 만들어졌으며, 다른 하나는 ALi M5661칩셋에서 구동할 수 있도록 만들어졌다. ALi 칩셋용 포맷은 ALIAVI이다.

## 형식
이 미디어 컨테이너는 AVI 컨테이너 형식의 수정판이다. 영상 포맷은 모션 JPEG의 변형으로, 양자화 테이블이 수정되어 있다. 음성 포맷의 경우 IMA의 적응 차분 펄스 부호 변조를 사용하였으며, 대부분의 AMV파일은 22050Hz의 샘플링레이트로 작동한다.
디코더 오버헤드는 저사양 프로세서를 갖춘 S1 MP3 플레이어에 적합하도록 낮게 설계되었다.
영상 압축율과 해상도, 프레임율이 매우 낮으며(4px/바이트, 96x96~208x176, 10~16fps), 파일의 크기 또한 바이트/초 수준으로 매우 낮으므로, 128x96의 해상도를 갖춘 12fps의 30분 짜리 영상이 약 80MB정도로 압축된다.

## 문서
이 포맷에 관한 문서는 아직 공개되지 않았으나, Dobrica Pavlinušić이 포맷을 풀어내어 Perl에 기반한 디코더를 만들어내었으며 Pavlinušić, Tom Van Braeckel 과 Vladimir Voroshilov가 AMV파일을 사용할 수 있는 FFmpeg를 만들어냈다. AMV 포맷의 코드는 FFmpeg 프로젝트에 보내졌다.